# Veikkausliiga
Veikkausliiga je najjača državna nogometna liga u Finskoj. Liga je osnovana 1990. godine.

## Veikkausliiga 2024.
| Klub          | Grad        | Stadion                | Kapacitet |
| ------------- | ----------- | ---------------------- | --------- |
| ACO           | Oulu        | Raatin stadion         | 4.392     |
| EIF           | Ekenäs      | Ekenäs Centrumplan     | 1.900     |
| Haka          | Valkeakoski | Tehtaan kenttä         | 3.516     |
| Honka         | Espoo       | Tapiolan Urheilupuisto | 4.100     |
| Inter Turku   | Turku       | Veritas Stadion        | 9.372     |
| Lahti         | Lahti       | Lahden kisapuisto      | 4.000     |
| HJK           | Helsinki    | Bolt Arena             | 10.770    |
| IFK Mariehamn | Mariehamn   | Wiklöf Holding Arena   | 1.650     |
| Ilves         | Tampere     | Tampereen stadion      | 16.800    |
| KuPS          | Kuopio      | Savon Sanomat Areena   | 5.000     |
| SJK           | Seinäjoki   | OmaSp Stadion          | 6.000     |
| VPS           | Vaasa       | Lemonsoft Stadion      | 6.009     |

## Osvajači
- 1990.: HJK
- 1991.: Kuusysi
- 1992.: HJK
- 1993.: Jazz
- 1994.: TPV Tampere
- 1995.: Haka
- 1996.: Jazz
- 1997.: HJK Helsinki
- 1998.: Haka
- 1998.: Haka
- 1999.: Haka
- 2000.: HJK
- 2001.: Tampere United
- 2002.: HJK
- 2003.: HJK
- 2004.: Haka
- 2005.: MYPA
- 2006.: Tampere United
- 2007.: Tampere United
- 2008.: Inter Turku
- 2009.: HJK
- 2010.: HJK
- 2011.: HJK
- 2012.: HJK
- 2013.: HJK
- 2014.: HJK
- 2015.: SJK
- 2016.: IFK Mariehamn
- 2017.: HJK
- 2018.: HJK
- 2019.: KuPS
- 2020.: HJK
- 2021.: HJK
- 2022.: HJK
- 2023.: HJK